# Tania Detomas
Tania Detomas (* 10. August 1985 in Cavalese) ist eine ehemalige italienische Snowboarderin.

## Werdegang
Detomas nahm im Januar 2002 am Kreischberg erstmals am Snowboard-Weltcup der FIS teil, wobei sie den 19. Platz in der Halfpipe errang. Bei den Juniorenweltmeisterschaften 2002 in Rovaniemi kam sie auf den 19. Platz in der Halfpipe und auf den siebten Rang im Snowboardcross. In der Saison 2002/03 belegte sie den 24. Platz im Snowboardcross-Weltcup sowie den 17. Rang im Gesamtweltcup und bei den Juniorenweltmeisterschaften 2003 in Prato Nevoso den 31. Rang in der Halfpipe. Beim Saisonhöhepunkt, den Snowboard-Weltmeisterschaften 2003 am Kreischberg, kam sie auf den 31. Platz in der Halfpipe und auf den 14. Rang im Snowboardcross. In der folgenden Saison wurde sie italienische Meisterin in der Halfpipe sowie im Big Air und errang bei den Juniorenweltmeisterschaften 2004 den 12. Platz in der Halfpipe. Im Weltcup kam sie auf den 25. Platz im Halfpipe-Weltcup und auf den 16. Rang im Gesamtweltcup. In der Saison 2004/05 errang sie bei den Snowboard-Weltmeisterschaften 2005 in Whistler den 25. Platz in der Halfpipe und wurde bei den Juniorenweltmeisterschaften 2005 in Zermatt Neunte in der Halfpipe sowie Vierte im Big Air. Nachdem Plätzen 19, 17 und 30 zu Beginn der Saison 2005/06, erreichte sie in Whistler mit dem siebten Platz in der Halfpipe ihre erste Top-Zehn-Platzierung und beste Platzierung im Weltcup. Im weiteren Saisonverlauf belegte sie bei den Olympischen Winterspielen 2006 in Turin den 14. Platz in der Halfpipe. Ihren 28. und damit letzten Weltcup absolvierte sie im März 2006 in Furano, welchen sie auf dem neunten Platz in der Halfpipe beendete. Bei den Snowboard-Weltmeisterschaften 2013 im Stoneham belegte sie den 21. Platz im Slopestyle.

## Teilnahmen an Weltmeisterschaften und Olympischen Winterspielen

### Olympische Winterspiele
- 2006 Turin: 14. Platz Halfpipe

### Snowboard-Weltmeisterschaften
- 2003 Kreischberg: 14. Platz Snowboardcross, 31. Platz Halfpipe
- 2005 Whistler: 25. Platz Halfpipe
- 2013 Stoneham: 21. Platz Slopestyle

## Weltcup-Gesamtplatzierungen
| Saison  | Gesamt | Gesamt | Snowboardcross | Snowboardcross | Halfpipe | Halfpipe |
| Saison  | Punkte | Platz  | Punkte         | Platz          | Punkte   | Platz    |
| ------- | ------ | ------ | -------------- | -------------- | -------- | -------- |
| 2001/02 | -      | -      | -              | -              | 120      | 68.      |
| 2002/03 | 111    | 17.    | 720            | 24.            | 70       | 68.      |
| 2003/04 | 91     | 16.    | 110            | 59.            | 850      | 25.      |
| 2004/05 | -      | -      | -              | -              | 590      | 29.      |
| 2005/06 | 1122   | 69.    | -              | -              | 1122     | 26.      |